# 創業新幹線
株式会社創業新幹線（かぶしきかいしゃそうぎょうしんかんせん）は、東京都豊島区西池袋5-17-12に本社を置く会社である。起業支援業務：在日華人の起業、フランチャイズ加盟店本部選択、会社設立、投資経営ビザ取得、店舗確保、開店支援など。

## 沿革
- 2009年05月　在日華僑・華人向けの起業支援サイト『創業新幹線』を開設
- 2009年09月　株式会社創業新幹線設立
- 2010年02月　東麺房・青蓮・サークルKサンクス・ほっかほっか亭などの加盟店本部と加盟店オーナー募集代行業務提携契約を締結
- 2010年03月　『健康中華庵青蓮』日本橋加盟店出店
- 2010年09月　『ねぎ豚ラーメン紺のれん』加盟店出店
- 2010年12月　『らーめん春樹』新大塚店出店
- 2011年06月　『健康中華庵青蓮』横浜西口加盟店出店
- 2011年07月　ラーメン店プロデュース業務展開
- 2011年10月　FC本部構築コンサルティング業務展開
- 2012年01月　フランチャイズ本部運営業務展開
- 2012年03月　『健康中華庵青蓮』大宮西口加盟店出店
- 2012年05月　『健康中華庵青蓮』蒲田東口加盟店出店
- 2012年07月　『らーめん春樹』高円寺店出店
- 2012年12月　『らーめん春樹』新宿御苑前店出店
- 2013年01月　『太陽の恵み味 太陽のトマト麺』四谷加盟店出店
- 2013年03月　『らーめん春樹』ララスクエア宇都宮店（現・トナリエ宇都宮店）出店
- 2013年04月　『博多ラーメン長風』高円寺店出店
- 2013年05月　『らーめん春樹』イオンモール柏店出店
- 2013年07月　『博多ラーメン長風』ララスクエア宇都宮店出店
- 2013年09月　『チャーハン餃子黄金の華』ララスクエア宇都宮店出店
- 2013年11月　創業新幹線の紹介でOPEN加盟店は150店舗達成
- 2014年01月　『鈴木製麺所』鶴ヶ峰店出店
- 2014年01月　『つけ麺工房真面目』北浦和店出店
- 2019年07月　『茶薫小籠包』イオンタウンユーカリが丘店出店

## 業務内容
- フランチャイズ企業向け
  - 加盟店オーナー募集代行業務、中国市場進出支援業務
- 在日華人・華僑向け
  - 起業支援業務、中国語起業支援サイト『創業新幹線』運営
- 飲食モデル店経営
  - 健康中華庵『青蓮』日本橋店加盟店の経営
  - 健康中華庵『青蓮』横浜西口店加盟店の経営
  - 健康中華庵『青蓮』大宮西口店加盟店の経営
  - 健康中華庵『青蓮』蒲田東口店加盟店の経営
- 自社ブランドの運営
  - 『らーめん春樹』[2]新大塚店の経営
  - 『らーめん春樹』高円寺店の経営
  - 『らーめん春樹』新宿御苑前店の経営など